# Campionats del món de ciclisme en ruta de 1981
Els Campionats del món de ciclisme en ruta de 1981 es disputaren del 26 al 30 d'agost de 1981 a Praga, Txecoslovàquia.

## Resultats
| Proves :                            | Or                                                                         | Or         | Argent                                                                         | Argent   | Bronze                                                                      | Bronze   |
| Masculines                          |                                                                            |            |                                                                                |          |                                                                             |          |
| Cursa en línia masculina detalls    | Freddy Maertens · Bèlgica                                                  | 7h 21' 59" | Giuseppe Saronni · Itàlia                                                      | m. t.    | Bernard Hinault · França                                                    | m. t.    |
| Cursa en línia masculina amateur    | Andrei Vedernikov · Unió Soviètica                                         | 4h 47' 05" | Rudy Rogiers · Bèlgica                                                         | -        | Gilbert Glaus · Suïssa                                                      | + 48"    |
| Contrarellotge per equips masculins | Alemanya de l'Est · Falk Boden · Bernd Drogan · Mario Kummer · Olaf Ludwig | 1h 59' 16" | Unió Soviètica · Iuri Kaixirin · Oleg Logvin · Sergej Kadazki · Anatoli Yarkin | + 2' 50" | Txecoslovàquia · Milan Jurčo · Michal Klasa · Alipi Kostadinov · Jiří Škoda | + 3' 12" |
| Femenines                           |                                                                            |            |                                                                                |          |                                                                             |          |
| Cursa en línia femenina detalls     | Ute Enzenauer · RFA                                                        | 1h 30' 02" | Jeannie Longo · França                                                         | m. t.    | Connie Carpenter · Estats Units                                             | m. t.    |

## Medaller
| Posició | País              | Or | Plata | Bronze | Total |
| 1       | Bèlgica           | 1  | 1     | 0      | 2     |
| 1       | Unió Soviètica    | 1  | 1     | 0      | 2     |
| 3       | RFA               | 1  | 0     | 0      | 1     |
| 3       | Alemanya de l'Est | 1  | 0     | 0      | 1     |
| 5       | França            | 0  | 1     | 1      | 2     |
| 6       | Itàlia            | 0  | 1     | 0      | 1     |
| 7       | Suïssa            | 0  | 0     | 1      | 1     |
| 7       | Estats Units      | 0  | 0     | 1      | 1     |
| 7       | Txecoslovàquia    | 0  | 0     | 1      | 1     |
| Total   | Total             | 4  | 4     | 4      | 12    |